# Jerónimo Dómina
Jerónimo Dómina (ur. 17 października 2005 w Santa Fe) – argentyński piłkarz pochodzenia włoskiego występujący na pozycji napastnika, od 2023 roku zawodnik Uniónu Santa Fe.